# 도미오카 다에코
도미오카 다에코(富岡 多恵子, 1935년 7월 28일~2023년 4월 6일)는 일본의 작가이자 시인이다.
1935년 오사카시에서 태어났다. 생가는 대공장의 하청 철공소였다. 1958년 오사카 여자 대학을 졸업하고, 1959년까지 고등학교에서 영어 교사로서 일하였다. 1960년 도쿄로 이사하였다. 1964년 뉴욕을 방문했고 1966년 일본으로 귀국하였다.
일본의 전통적 서정을 부정한 시인 오노 도자부로(小野十三郎)의 영향을 받아 대학 재학 중에 시를 쓰기 시작하고 1957년에 출판한 시집 《반례》(返禮)로 1958년 제8회 H씨상을 수상하였다. 1960년에 출판한 시집 《이야기의 다음 날》(物語の明くる日)로 1961년 제2회 무로우 사이세이 시인상(室生犀星詩人賞)을 수상하였다.
극작가로서 1959년 시극 《제사》(祭)가 공연되었고,  시노다 마사히로 감독 작품 《동반 자살》(心中天網島)의 각본을 1968년에 공동 집필하였다.
1971년에 첫 소설 《언덕을 향해 사람은 늘어선다》(丘に向ってひとは並ぶ)를 출판하였다. 1971년 이후 창작의 형식을 시에서 소설로 전환함과 동시에, 그때까지 시의 창작에서는 보려고 하지 않았던 "전근대적 것, 자신의 부모, 자신의 부모들의 트러블"에 눈을 돌리게 되었다. 1973년에 출판한 장편 소설 《식물제》(植物祭)로 1974년에 다무라 도시코상(田村俊子賞)을 수상하였다. 1974년 출판한 장편 소설 《명토의 가족》(冥途の家族)으로 여류 문학상을 수상하였다. 1997년 출판한 장편 소설 《히베루니아섬 기행》(ひべるにあ島紀行)으로 제50회 노마문예상(野間文芸賞)을 수상하였다.
평론·평전으로서 《재담작가 아키타 미노루》(漫才作者秋田實, 1986년), 에도 시대의 우키요조시 작가 이하라 사이카쿠를 다룬 《사이카쿠의 이야기함》(西鶴のかたり, 1987년), 《묻지도 않은 말을 함》(とはずがたり, 1990년), 《구형감각》(矩形感覚, 1993년), 소설가 나카 간수케를 다룬 《나카 간수케의 사랑》(中勘助の恋, 1993년. 요미우리문학상〈読売文学賞〉 수상), 학자이자 시인의 오리쿠치 시노부를 다룬 《샤쿠쵸쿠 노트》(釋迢空ノート, 2000년. 무라사키시키부 문학상〈紫式部文学賞〉, 마이니치 출판문화상〈毎日出版文化賞〉 수상)가 있다. 그 외에 거트루드 스타인의 소설의 번역을 출판하고 있다.
1983년에 출판한 소설 《파도치는 땅》(波うつ土地, Undulating Ground)이 한국어, 영어, 독일어로 번역하여 출판되었다. 단편 소설이 영어로 번역되어 《The Funeral of a Giraffe: Seven Stories》이라 제목으로 2000년 출판되었다.